# Saint-Prix (Val-d'Oise)
Saint-Prix è un comune francese di 7 532 abitanti situato nel dipartimento della Val-d'Oise nella regione dell'Île-de-France.

## Società

### Evoluzione demografica
Abitanti censiti